# Leonardo Sgavetti
Leonardo Sgavetti (Reggio Emilia, 8 novembre 1972) è un musicista, fisarmonicista e pianista italiano, membro a partire dal 2008 del gruppo combat folk Modena City Ramblers, suonando vari strumenti.

## Musicista
Suonare nei Mescalero di Graziano Romani tra il 1992 e il 1997.
Oltre a suonare la fisarmonica, Leo sa suonare il pianoforte, l'organo, l'organo hammond, il clavinet e il vibrafono.

## Discografia

### Con i Modena City Ramblers
- 2009 - Onda libera
- 2011 - Sul tetto del mondo
- 2013 - Niente di nuovo sul fronte occidentale
- 2014 - 1994-2014 Venti
- 2015 - Tracce clandestine
- 2017 - Mani come rami, ai piedi radici
- 2019 - Riaccolti

### Partecipazioni
- Siamo gli operai (2008), Fabrizio Varchetta
- Battaglione Alleato (2012), partecipazione sia nei MCR che con i suoi Popinga